# كرة القدم في الأردن
تُعدّ رياضةُ كُرة القدم في الأردن الأكثرُ شيوعًا، إذ عُرفت لُعبة كُرة القدم مُنذ تأسيس إمارة شرق الأردن، وكان لها تاريخًا طويلًا من المشاركات في المسابقات القاريّة والإقليمية، وتُدار حاليًا من قِبل الاتّحاد الأردنيّ لكرة القدم، الذي تأسّس عام 1949م.

## تاريخ كرة القدم في الأردن
بعد قيام إمارة شرق الأردن، تمّ دُخول كُرة القدم إلى البلاد عن طَريق أَفراد من القُوّات البريطانيّة المُتواجدين ضمن قوةّ الجّيش العربيّ في ذلكَ الوقت، وكانَ تلاميذ مدرسة التّجهيز في عمّان يُمارسون الّلعبة في بادِئ الأمْر، ثُمّ انتَشرت بين مَدارس الأُردنّ وبين العامّة فيما بعد، وقد ظَهر أوّل تنظيمٍ رياضيّ غير رسميّ في الأُردن عام 1926م، وأقام سُداسيّات لِكرة القدم بين الشّباب الأُردنيّ والشّباب الإنجليزيّ، وفي عام 1928م تأسّس أوّل نادٍ رياضيّ باسم "نادي الأردن"، وخاضَ النّادي أوّل مباراةٍ خارجيّةٍ مع فريق نادي بردى السّوري في نفس العام، وفي عام 1933م، قرّر بعضُ أعضاء الفريق تشكيل نادٍ جديدٍ باسم "نادي الأمير طلال"، كما تمّ تأسيس النّادي الشّركسي في عام 1929م، ولكن هذه الأندية الثّلاثة لم تستمر لفترةٍ طويلةٍ؛ بسبب أنّ أعضائها كانوا بشكلٍ رئيسيّ طُلابًا يدرسون خارج الوطن.